# Елеонора Зуганелі
Елеонора Зуганелі (грец. Ελεωνόρα Ζουγανέλη, 1 лютого 1983, Афіни)  — грецька співачка.

## Творча біографія
Елеонора Зуганелі — дочка Янніса Зуганеліса й Айседори Сідеріс. У десять років в перший раз взяла участь у записі Янніса Зугагеліса.
2004 року Елеонора виступає разом з Йоргосом Даларасом і Антонісом Ремосом на сцені Афінської Арени. Елеонора Зуганелі співпрацювала з Філіппосом Пліацікасом, Міхалісом Хадзіяннісом, гуртом Onirama.
У 2008–2009 році Елеонора виступала на сцені разом з Дімітрісом Мітропаносом, і одночасно випустила перший персональний альбом під назвою «Έλα». 2009 року пісня «Έλα» посіла 3 місце в Топ-20 Airplay за кількістю трансляцій в ефірі на всіх радіостанціях Греції. У жовтні 2009 року починається співпраця з музичної сценою «Σταυρό του Νότου», де вона виступала разом з Дімосом Анастасіадісом, Танасісом Алеврасом, а взимку 2010—2011 року — з Танасісом Алеврасом та Ісаясом Матіаба.
2010 року вийшов її другий альбом під назвою «Έξοδος 2», над яким працювали відомі в Греції автори Лакіс Пападопулос, Нікос Антипас, Нікос Мораїтіс, Ольга Влахопулу, Васіліс Гаврілідіс. Пісня «Attiki Odos» понад 8 місяців залишалася в Топ-30 грецьких радіостанцій.
З 2 лютого 2013 року кожну суботу Елеонора виступає в клубі Σταυρό του Νότου Plus з програмою «Μετακόμιση Τώρα». Програма включає в себе пісні з нового альбому «Μονάχα εγώ».

## Премії та нагороди
- 2009 — нагорода «Дебют року» премії «Жінка року» журналу Life & Style[4]
- 2010 — премія Mad Video Music Awards Найкращий відеокліп — entexno на пісню «Κόψε Και Μοίρασε»[5]

## Дискографія
- 2008 — Έλα (платиновий)[6]
- 2010 — Έξοδος 2 (золотий)
- 2011 — Είπα στους φίλους μου (Live) CD 1, CD 2
- 2012 — Μονάχα εγώ